# Treece (Kansas)
Treece é uma cidade fantasma localizada no estado americano de Kansas, no Condado de Cherokee.

## Demografia
Segundo o censo americano de 2000, a sua população era de 149 habitantes.
Em 2006, foi estimada uma população de 143, um decréscimo de 6 (-4.0%).
Tornou-se uma cidade fantasma por razões ambientais, por causa da toxicidade devida à exploração de umas antigas minas de chumbo, zinco e ferro. Em 2012, restavam apenas dois habitantes que se recusam a abandonar a cidade por não concordarem com as indeminizações oferecidas.

## Geografia
De acordo com o United States Census Bureau tem uma área de 0,2 km², dos quais 0,2 km² cobertos por terra e 0,0 km² cobertos por água.

## Localidades na vizinhança
O diagrama seguinte representa as localidades num raio de 12 km ao redor de Treece.